# Iraks fotbollsförbund
Iraks fotbollsförbund (arabiska: الاتحاد العراقي لكرة القدم) är Iraks fotbollsförbund. Ordförande är för närvarande Najih Humoud.

## Historia
Fotbollsförbundet grundades år 1948, och år 1950 blev förbundet medlem i Fifa. 1971 gick de med i det Asiatiska Fotbollsförbundet (AFC). Sedan år 1974 är föreningen medlem i Arabic Football Union (Uafa), och sedan år 2000 i West Asian Football Federation (WAFF).

## Organisation
IFA är organiserade tillsammans med landslaget i Irak, och den högsta divisionen irakiska Premier League, näst högsta divisionen Irakiska Division 1 samt Irak FA Cup. 
Förbundet har även anställt flera framgångsrika tränare genom åren, framförallt från Europa och Sydamerika, bland dem nämns ofta: Zico, Evaristo de Macedo, Bernd Stange, Egil Olsen, Jorvan Vieira, Ammo Baba, Bora Milutinović samt Wolfgang Sidka.